# Smolinka (Vlára)
Die Smolinka ist ein linker Nebenfluss der Vlára in Tschechien.

## Geographie
Die Smolinka entspringt südlich von Vařákovy Paseky zwischen der Bařinka (716 m) und Vrátnice (680 m) auf dem Hauptkamm der Vizovická vrchovina in zwei Quellbächen. Ihr Lauf führt vorbei an Podhoří und Váša durch Smolina gegen Süden in das Vorland der Weißen Karpaten. Danach ändert das Gewässer seine Richtung nach Südwesten. Über Mirošov erreicht die Smolinka südlich von Vlachovice die Vlára.
Die Smolinka hat eine Länge von 15,3 Kilometern. Ihr Einzugsgebiet umfasst 27,7 km².
Am Fuße der Orla befinden sich bei Lačnov im Tal der Smolinka Wiesen mit Beständen des Frühlings-Krokus. Dieser Flussabschnitt ist seit 1982 als Naturreservat Smolinka geschützt.

## Zuflüsse
- Křekovský potok (l), bei Křekov
- Středěnský potok (l), bei Vlachovice